# Gaston de Vinck
Pour les articles homonymes, voir Vinck.
Le baron Gaston de Vinck, né le 4 décembre 1855 à Anvers et décédé le 14 décembre 1927 à Ypres, est un homme politique catholique belge.

## Biographie
Gaston Ferdinand Marie François Xavier de Vinck, né le 4 décembre 1855 à Anvers, est le fils de Jules (1813-1878) et Louise Huughe de Peutevin (1827-1884). Il épouse en 1888 Elisa Osterrieth (1868-1893) qui lui donne deux enfants: Pierre (1889-1947) et Jeanne (1892-1967). Il se remarie en 1894 avec Florence Osterrieth (1873-1958) qui lui donne cinq enfants : Marguerite (Daisy) (1895-1964), Yves (1899-1979), Louise (1901-1977), Elisabeth (Betty) (1902-1992), Gaston-Noël (1906-1966).
Il est élu conseiller communal de Zillebeke (1882) et en est bourgmestre (1884-1924); sénateur de l'arrondissement de Courtrai-Ypres en suppléance de Arthur Surmont de Volsberghe (1903-12).

## Distinction
- Grand-croix de l'ordre de l'Immaculée Conception de Vila Viçosa (en 1906).